# Control del tráfico aéreo

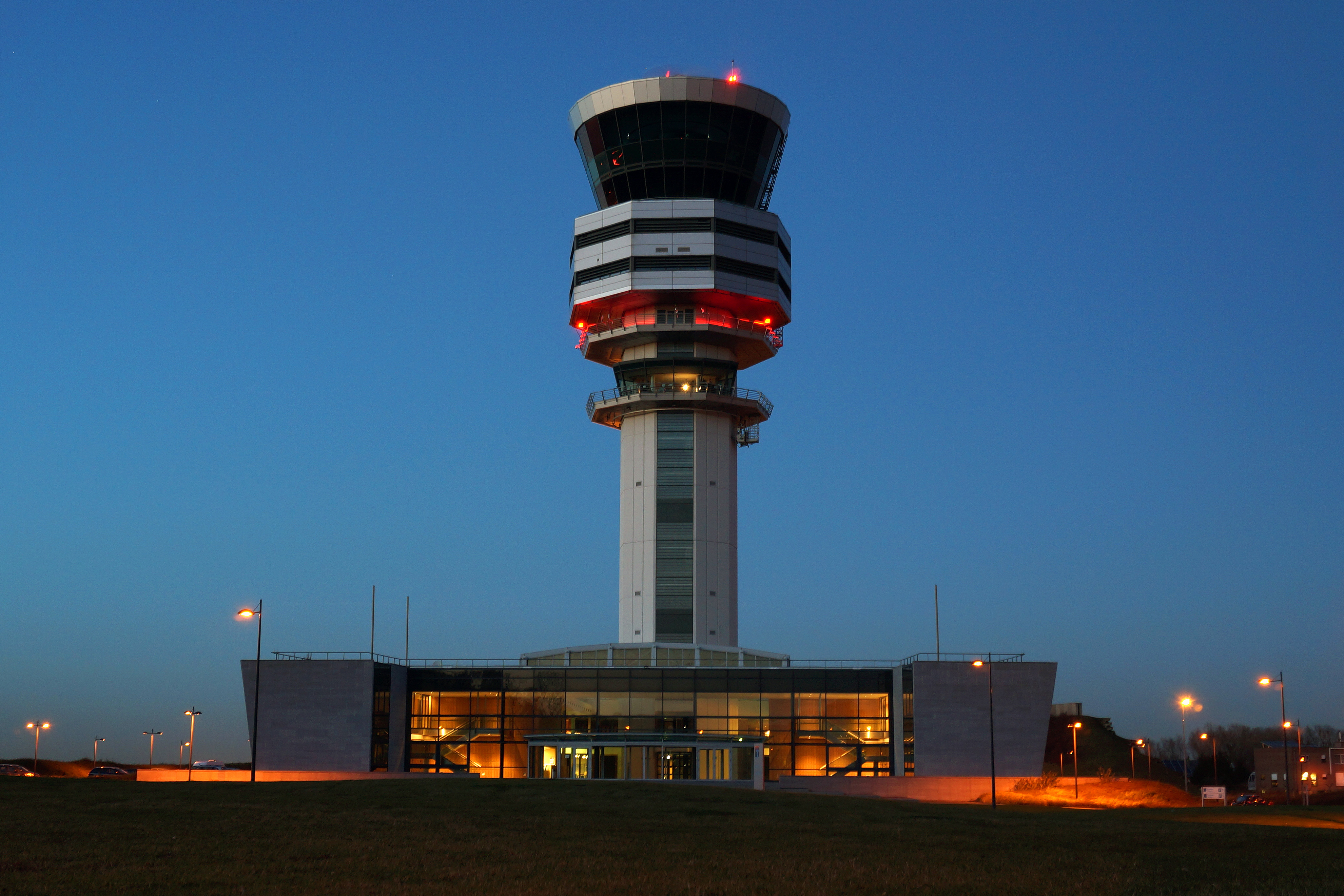
Torre de control de tráfico aéreo del Aeropuerto de Bruselas.

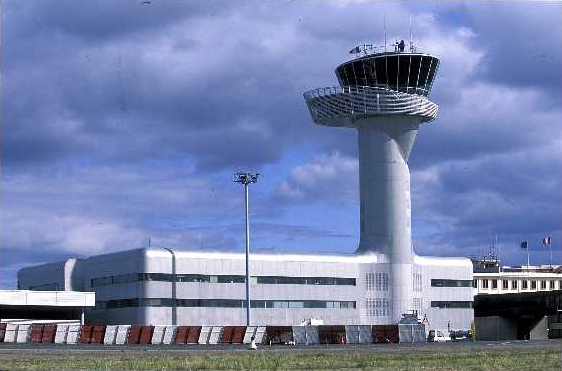
Torre de control mundo
Aeropuerto de Burdeos-Merignac.

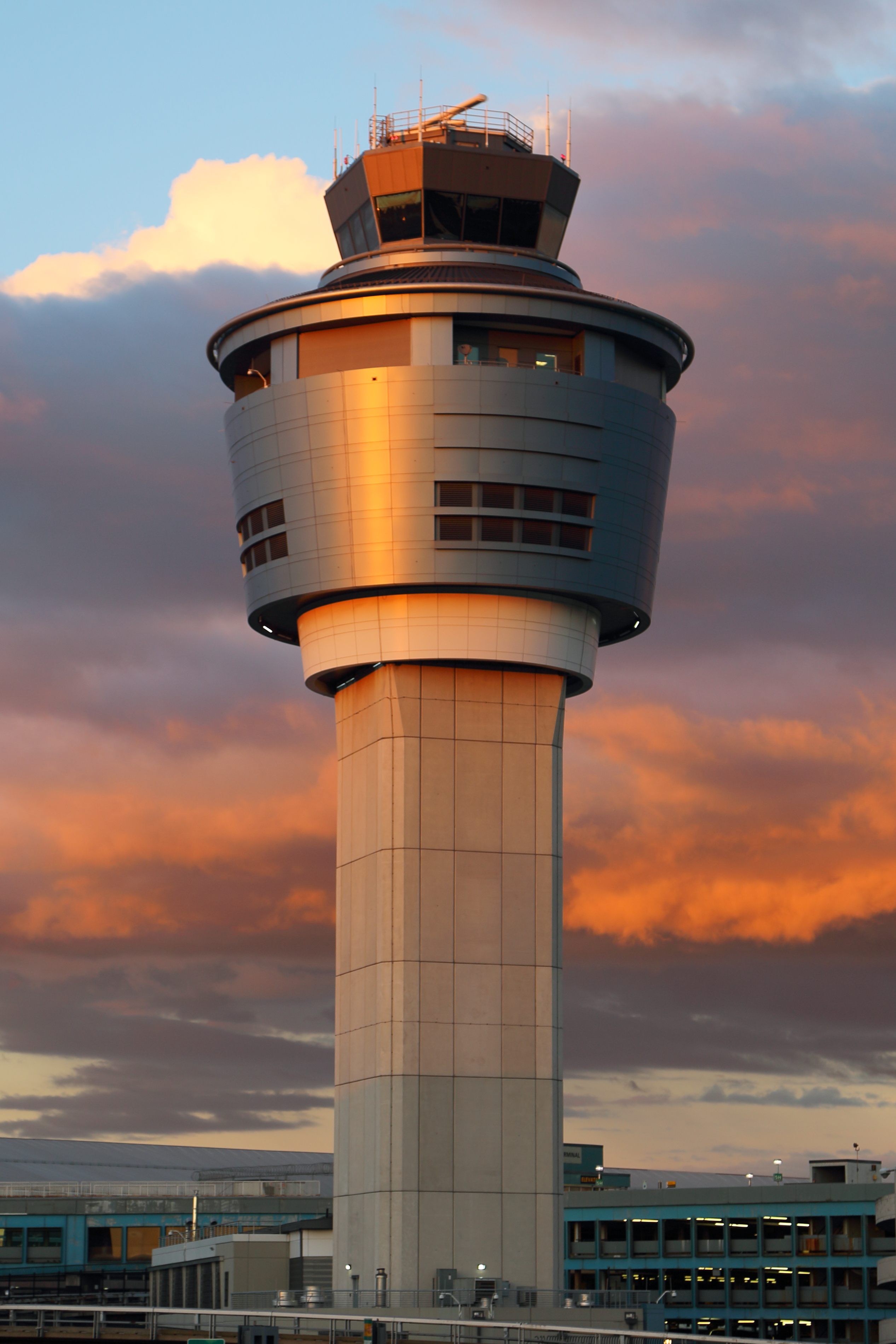
Torre de control del Aeropuerto LaGuardia de Nueva York

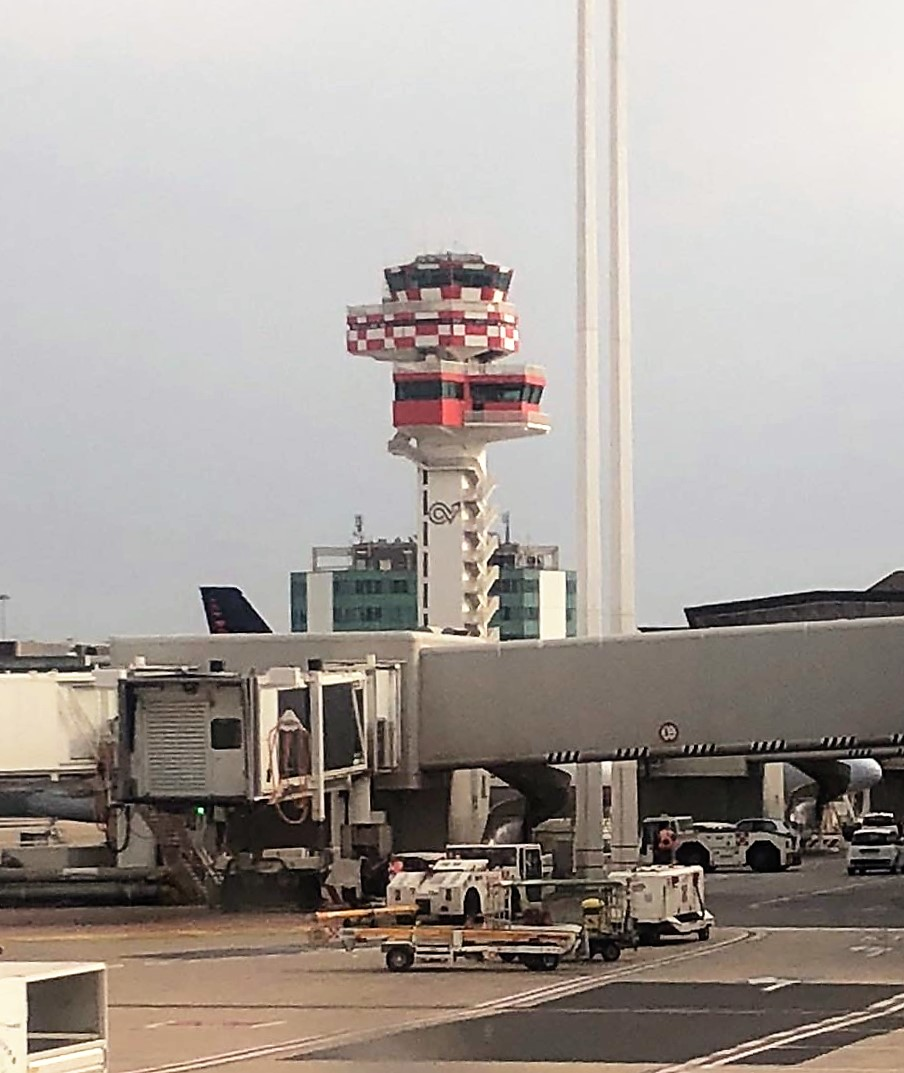
Torre de control del Aeropuerto de Roma-Fiumicino

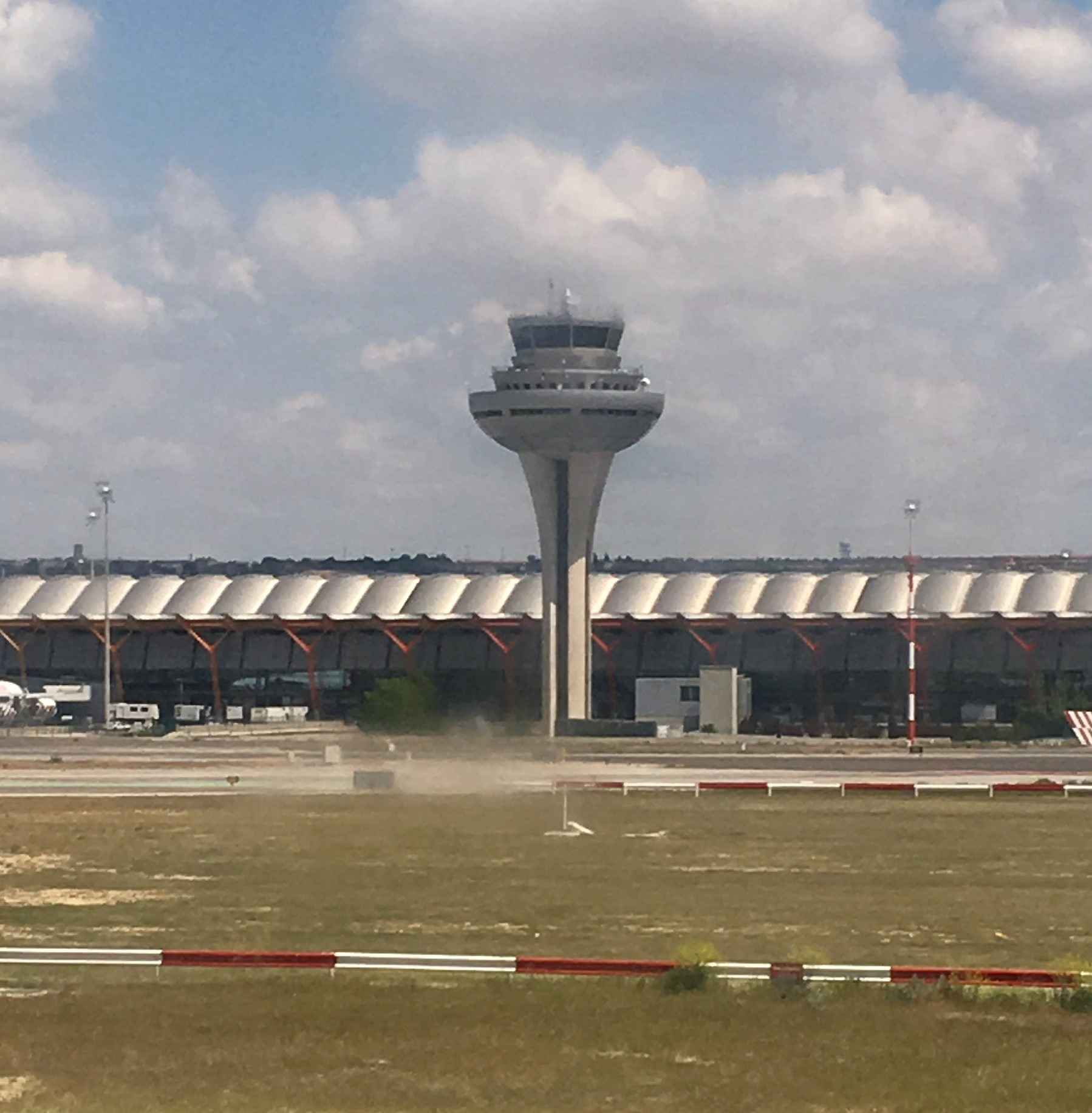
Torre de control Aeropuerto de Madrid-Barajas

El control del tráfico aéreo, también conocido como ATC (del inglés Air Traffic Control), es un servicio proporcionado por controladores situados en tierra, que guían a las aeronaves en los espacios aéreos controlados y ofrecen información y apoyo a los pilotos en los espacios aéreos no controlados. Su objetivo es proporcionar seguridad, orden y eficiencia al tráfico aéreo.
Dependiendo del tipo de vuelo y de la clase de espacio aéreo, el controlador puede ofrecer instrucciones de obligado cumplimiento, o bien consejos que los pilotos pueden desestimar a discreción. En cualquier caso, el piloto es la última autoridad en la operación de la aeronave y puede, en caso de emergencia, desviarse de las instrucciones ATC para mantener la seguridad del vuelo.

## Historia
En 1920, el Aeropuerto de Croydon, Londres, fue el primer aeropuerto del mundo en introducir el control del tráfico aéreo.
En los Estados Unidos, el control del tráfico aéreo desarrolló tres divisiones. La primera de las estaciones de radio de correo aéreo (AMRS) se creó en 1922 después de la Primera Guerra Mundial cuando la Oficina de correos de EE. UU. comenzó a usar técnicas desarrolladas por el ejército para dirigir y rastrear los movimientos de los aviones de reconocimiento. Con el tiempo, los AMRS se transformaron en estaciones de servicio de vuelo. 
Las estaciones de servicio de vuelo de hoy no emiten instrucciones de control, sino que proporcionan a los pilotos muchos otros servicios informativos relacionados con el vuelo. Estos se encargan de transmitir instrucciones de control del ATC en áreas dónde el servicio de vuelo es la única instalación con cobertura de radio o teléfono.
En octubre de 1923 se instaura el servicio de notificación de la posición para las aeronaves que volaban en las denominadas rutas federales.
En la URSS, el primer servicio de control de tráfico aéreo se organizó en 1929 en la línea aérea Moscú - Irkutsk; En 1930 se definieron zonas de control a lo largo de todas las rutas aéreas existentes.
La primera torre de control de tráfico del aeropuerto, regulando llegadas, salidas y movimiento superficial de aeronaves en un aeropuerto específico, se inauguró en Cleveland en 1930. Las instalaciones de control de aproximación/salida se crearon después de la adopción del radar en la década de 1950 para monitorear y controlar el espacio aéreo aeropuertos. 
El primer centro de control de tráfico de ruta aérea, que dirige el movimiento de aeronaves entre la partida y el destino se abrió en Newark, NJ en 1935, seguido en 1936 por Chicago y Cleveland.
En abril de 1935 se instala en el aeródromo de Newark (Nueva Jersey) el primer centro de control de rutas aéreas, seguido en 1936 por Chicago y Cleveland. Este permite proporcionar información a los pilotos sobre la proximidad de otras aeronaves en el entorno del aeródromo  durante la existencia de condiciones meteorológicas que lo requerían.  
La Segunda Guerra Mundial frenó el desarrollo de regulaciones internacionales para la gestión y control del transporte aéreo, pero en 1947 se creó Organización de Aviación Civil Internacional.
En mayo de 1958, la CAB estableció mediante la regulación especial 424 los "segmentos de ruta con control positivo" y se prohibieron los vuelos VFR, permitiendo únicamente las operaciones sometidas a IFR.
En abril de 2013, como parte del ATM, se crea la dependencia "Central Flow Control Facility" que permitía restringir el número de aeronaves que conviven en el espacio aéreo. Su objetivo es conseguir que estén libre y reducir las zonas congestionadas de tráfico aéreo.

## Generalidades
El espacio aéreo se divide en regiones de información de vuelo, conocidas como FIR (del inglés Flight Information Region), y cada país se hace responsable del servicio en las comprendidas en su área de responsabilidad. En muchos casos esta área de responsabilidad excede las aguas territoriales de un país, a fin de que el espacio aéreo comprendido sobre las aguas internacionales posea un servicio de información. El espacio aéreo en el que se presta el servicio de control aéreo se llama espacio aéreo controlado y la unidad encargada de prestarlo recibe el nombre de centro de control de área. Debido al amplio espacio aéreo que manejan, están divididos en sectores de control, cada uno responsable de una parte del espacio total. Cuando un avión está a punto de salir de un sector se traspasa al siguiente, y así sucesivamente hasta el aterrizaje en su destino. Actualmente, la mayor parte de las rutas aéreas están cubiertas por radares, lo que permite hacer un seguimiento permanente a los vuelos.
En las regiones de información de vuelo se encuentran las áreas terminales de los aeropuertos importantes y entre ellas discurren las aerovías, pasillos por los que circulan las aeronaves. Otros elementos son las áreas prohibidas, restringidas o peligrosas, que son zonas donde el vuelo de aeronaves se ve restringido en diferentes medidas y por causas diversas.
Las normas que regulan la circulación aérea en el espacio aéreo controlado se recogen en el Reglamento de Circulación Aérea.

### Idioma
De conformidad con los requisitos de la Organización de Aviación Civil Internacional (OACI), las operaciones de ATC se llevan a cabo en inglés o en el idioma utilizado por la estación en tierra. En la práctica, el idioma nativo de una región se usa normalmente; sin embargo, el idioma inglés debe ser utilizado a pedido.

## Torre de control de tráfico aéreo
El método principal para controlar el entorno aeroportuario de forma inmediata es la observación visual desde la torre de control del aeropuerto. La torre de control es una estructura alta y con ventanas ubicada en los terrenos del aeropuerto. Los controladores aéreos son responsables de la separación y el movimiento eficiente de las aeronaves y vehículos que operan en las calles de rodaje y pistas del aeropuerto, y las aeronaves en el aire cerca del aeropuerto, generalmente de 5 a 10 millas náuticas (9 a 18 km) dependiendo de los procedimientos aeroportuarios.

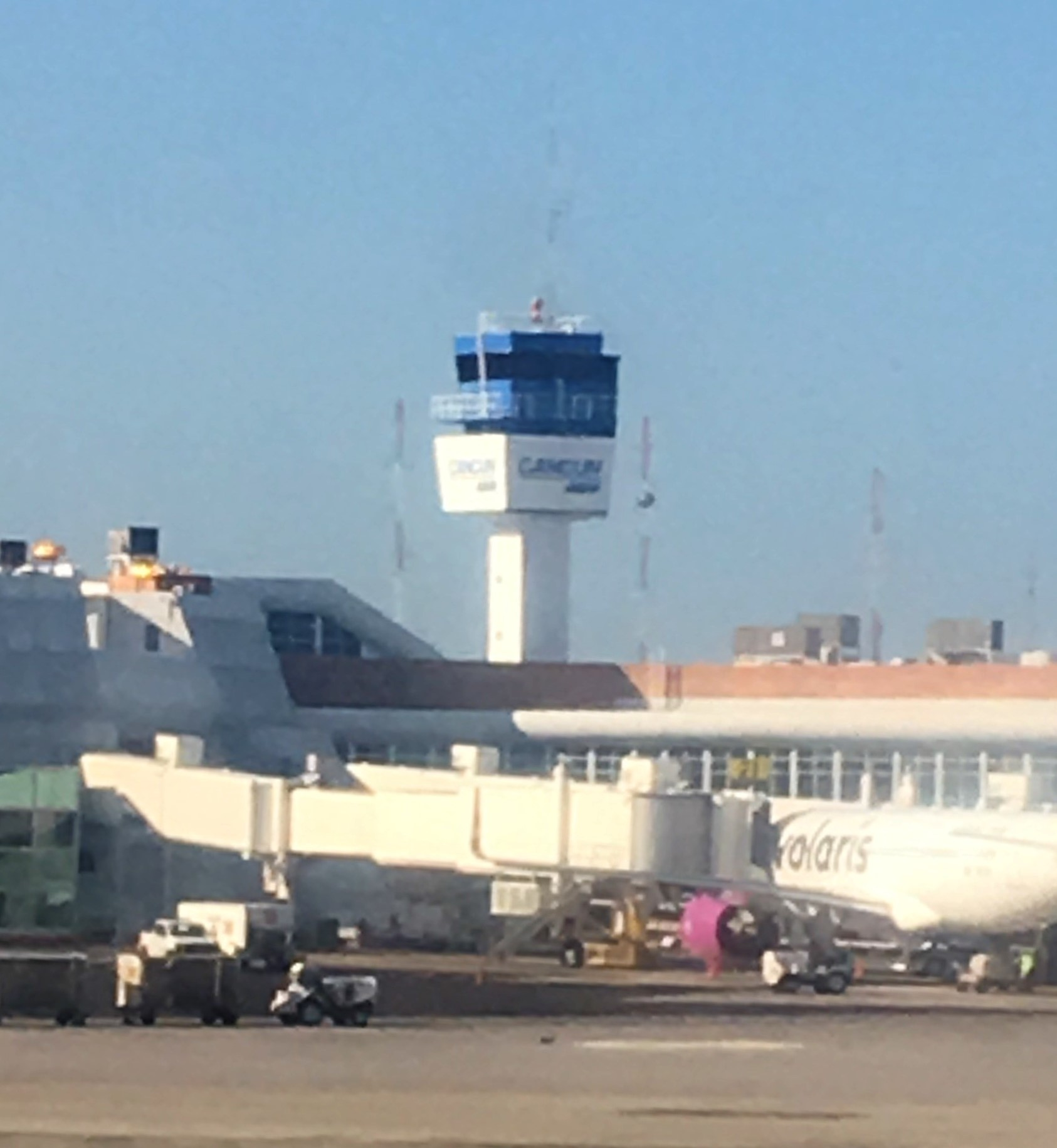
Torre de control del Aeropuerto Internacional de Cancún

Las pantallas de vigilancia también están disponibles para los controladores en los aeropuertos más grandes para ayudar a controlar el tráfico aéreo. Los controladores pueden usar un sistema de radar llamado radar secundario de vigilancia para el tráfico aéreo que se acerca y aleja. Estas pantallas incluyen un mapa del área, la posición de varias aeronaves y etiquetas de datos que incluyen identificación de aeronaves, velocidad, altitud y otra información descrita en los procedimientos locales. En condiciones climáticas adversas, los controladores de la torre también pueden usar un radar de movimiento de superficie (SMR), sistemas de control y dirección de movimiento en superficie (SMGCS) o SMGCS avanzado para controlar el tráfico en el área de maniobras (calles de rodaje y calle de pista).
Las áreas de responsabilidad de los controladores de torre se dividen en tres disciplinas operativas generales; control local o control aéreo, control de tierra y entrega de datos/despacho de vuelo; otras categorías, como el control de plataforma o el planificador de movimiento de tierra, pueden existir en aeropuertos extremadamente ocupados. Si bien cada torre puede tener procedimientos únicos específicos del aeropuerto, como múltiples equipos de controladores ("tripulaciones") en aeropuertos principales o complejos con múltiples pistas, lo que sigue proporciona un concepto general de la delegación de responsabilidades dentro del entorno de la torre.
La torre remota y virtual (RVT) es un sistema basado en controladores de tráfico aéreo que se encuentran en otro lugar que no sea en la torre del aeropuerto local y aún pueden proporcionar servicios de control de tráfico aéreo. Las pantallas para los controladores de tráfico aéreo pueden ser video en directo, imágenes sintéticas basadas en datos del sensor de vigilancia, o ambos.

### Control de Superficie
El control de superficie (a veces conocido como control de movimiento de tierra) es responsable de las áreas de "maniobras" del aeropuerto, así como de las áreas no lanzadas a las líneas aéreas u otros usuarios. Esto generalmente incluye todas las calles de rodaje, pistas inactivas, áreas de espera, y algunas intersecciones de transición donde llegan las aeronaves después de haber desocupado la pista o la puerta de salida. Las responsabilidades de control están claramente definidas en documentos y acuerdos locales en cada aeropuerto. Cualquier aeronave, vehículo o persona que camine o trabaje en estas áreas debe tener autorización del control de tierra. Esto se hace normalmente a través de la radio VHF/UHF, pero puede haber casos especiales donde se usan otros procedimientos. Las aeronaves o vehículos sin radios deben responder a las instrucciones ATC a través de señales luminosas de aviación o deben ser conducidos por vehículos con radios. Las personas que trabajan en la superficie del aeropuerto normalmente tienen un enlace de comunicaciones a través del cual pueden comunicarse con el control de tierra, comúnmente ya sea por la radio de mano o incluso el teléfono móvil. El control terrestre es vital para el buen funcionamiento del aeropuerto, ya que esta posición afecta la secuencia de las aeronaves de salida, lo que afecta la seguridad y la eficiencia de la operación del aeropuerto.
Algunos aeropuertos con mayor actividad tienen un radar de movimiento de superficie (SMR), como ASDE-3, AMASS o ASDE-X, diseñado para mostrar aviones y vehículos en tierra. Estos son utilizados por el control de tierra como una herramienta adicional para controlar el tráfico en tierra, particularmente de noche o con poca visibilidad. Hay una amplia gama de capacidades en estos sistemas a medida que se modernizan. Los sistemas antiguos mostrarán un mapa del aeropuerto y el objetivo. Los sistemas más nuevos incluyen la capacidad de mostrar un mapeo de mayor calidad, objetivos de radar, bloques de datos y alertas de seguridad, y para interactuar con otros sistemas, como los tramos de vuelo digitales. a

### Control del aire o control local
El control de aire (conocido por los pilotos como "torre de control") es responsable de las superficies activas de la pista. El control del aire autoriza a las aeronaves para despegar o aterrizar, asegurando que la separación de aeródromo prescrita existirá en todo momento. Si el controlador de aire detecta alguna condición insegura, un avión de aterrizaje puede ser instruido para efectuar "aproximación fallida o frustrada" y volver a la secuencia para aterrizar. Esta nueva secuencia dependerá del tipo de vuelo y puede ser manejada por el controlador de aire, aproximación o controlador de área de terminal.
Dentro de la torre de control, un proceso de comunicación altamente disciplinado entre el control de aire y el control de tierra es de necesidad absoluta. El control aéreo debe garantizar que el control en tierra tenga conocimiento de cualquier operación que impacte en las calles de rodaje, y trabajar con los controladores de radar de aproximación para crear "lagunas" en el tráfico de llegada para permitir que el tráfico cruce las pistas y permita despegar. El control de tierra necesita mantener a los controladores de aire atentos al flujo de tráfico hacia sus pistas para maximizar la utilización de la pista a través de un espaciado de aproximación efectivo. Los procedimientos de administración de recursos de tripulación (CRM) a menudo se utilizan para garantizar que este proceso de comunicación sea eficiente y claro. Dentro de ATC, generalmente se lo conoce como TRM (Team Resource Management) y el nivel de enfoque en TRM varía dentro de las diferentes organizaciones de ATC.

### Control de terminal y de aproximación
Muchos aeropuertos tienen una instalación de control de radar que está asociada con el aeropuerto. En la mayoría de los países, esto se conoce como control de terminal; en los EE. UU., se lo conoce como TRACON (control de aproximación de radar terminal). Si bien cada aeropuerto varía, los controladores de la terminal generalmente manejan el tráfico en un radio de 30 a 50 millas náuticas (56 a 93 km) desde el aeropuerto. Donde hay muchos aeropuertos muy concurridos, un centro consolidado de control de terminales puede dar servicio a todos los aeropuertos. Los límites y las altitudes del espacio aéreo asignados a un centro de control de terminales, que varían ampliamente de un aeropuerto a otro, se basan en factores tales como los flujos de tráfico, los aeropuertos vecinos y el terreno. Un ejemplo grande y complejo es el “London Terminal Control Center”, que controla el tráfico de cinco aeropuertos principales de Londres de hasta 20,000 pies (6,100 m) y hasta 100 millas náuticas (190 km).
Los controladores de terminal son responsables de proporcionar todos los servicios de ATC dentro de su espacio aéreo. El flujo de tráfico se divide ampliamente en salidas, llegadas y sobrevuelos. A medida que las aeronaves ingresan y salen del espacio aéreo terminal, se transfieren a la siguiente instalación de control apropiada (una torre de control, una instalación de control en ruta o una terminal cercana o control de aproximación). El control de la terminal es responsable de garantizar que las aeronaves estén a una altitud adecuada, y que las aeronaves llegan a una velocidad adecuada para el aterrizaje.
No todos los aeropuertos tienen un radar de aproximación o control de terminal disponible. En este caso, el centro en ruta o una terminal vecina o control de aproximación pueden coordinarse directamente con la torre del aeropuerto y vectorizar a las aeronaves que ingresan a una posición desde donde pueden aterrizar visualmente. En algunos de estos aeropuertos, la torre puede proporcionar un servicio de aproximación de procedimiento no radar a las aeronaves que llegan entregadas desde una unidad de radar antes de que sean visuales para aterrizar. Algunas unidades también tienen una unidad de aproximación dedicada que puede proporcionar el servicio de aproximación de procedimiento todo el tiempo o por cualquier período de interrupción del radar por cualquier motivo.

## En ruta, centro o área de control
El control de tráfico aéreo también brinda servicios a aeronaves en vuelo entre aeropuertos. Los pilotos vuelan bajo uno de dos conjuntos de reglas: reglas de vuelo visual (VFR) o reglas de vuelo por instrumentos (IFR). Los controladores de tráfico aéreo tienen diferentes responsabilidades para las aeronaves que operan bajo los diferentes conjuntos de reglas. Mientras que los vuelos IFR están bajo control positivo, en los EE. UU. los pilotos de VFR pueden solicitar seguimiento de vuelo, que proporciona servicios de asesoramiento de tráfico en el tiempo permitido y también puede proporcionar asistencia para evitar áreas de clima y restricciones de vuelo. En toda Europa, los pilotos pueden solicitar un "Servicio de información de vuelo", que es similar al siguiente vuelo. En el Reino Unido es conocido como un "servicio de tráfico".
Los controladores de tránsito aéreo en ruta emiten autorizaciones e instrucciones para aeronaves en el aire, y los pilotos deben cumplir con estas instrucciones. Los controladores en ruta también proporcionan servicios de control de tráfico aéreo a muchos aeropuertos más pequeños de todo el país, incluido el despeje del terreno y la autorización de aproximación a un aeropuerto. Los controladores se adhieren a un conjunto de estándares de separación que definen la distancia mínima permitida entre aeronaves. Estas distancias varían según el equipo y los procedimientos utilizados para proporcionar servicios ATC.

### Características generales
Los controladores de tráfico aéreo en ruta trabajan en instalaciones llamadas centros de control de tráfico aéreo, cada uno de los cuales se conoce comúnmente como un "centro". Los Estados Unidos utilizan el equivalente del centro de control de tráfico de rutas aéreas (ARTCC). Cada centro es responsable de muchos miles de millas cuadradas de espacio aéreo (conocido como región de información de vuelo) y de los aeropuertos dentro de ese espacio aéreo. Los centros controlan las aeronaves IFR desde el momento en que salen del espacio aéreo de un aeropuerto o área terminal hasta el momento en que llegan al espacio aéreo de otro aeropuerto o área terminal. Los centros también pueden "recoger" aeronaves VFR que ya están en el aire e integrarlas en el sistema IFR. Estas aeronaves deben, sin embargo, permanecer VFR hasta que el centro proporcione una autorización.
Los controladores del centro son responsables de emitir instrucciones para que los pilotos suban sus aeronaves a la altitud asignada mientras que, al mismo tiempo, se aseguran de que la aeronave esté adecuadamente separada de todas las otras aeronaves en el área inmediata. Además, la aeronave debe colocarse en un flujo consistente con la ruta de vuelo de la aeronave. Este esfuerzo se complica al cruzar el tráfico, el clima severo, las misiones especiales que requieren grandes asignaciones de espacio aéreo y la densidad del tránsito. Cuando la aeronave se acerca a su destino, el centro es responsable de emitir instrucciones a los pilotos para que cumplan con las restricciones de altitud por puntos específicos, así como proporcionar a muchos aeropuertos de destino un flujo de tráfico que prohíbe que todas las llegadas estén "agrupadas" estas "restricciones de flujo" a menudo comienzan en el medio de la ruta, ya que los controladores colocarán el avión aterrizando en el mismo destino, de modo que cuando el avión esté cerca de su destino, se secuencian.
Cuando una aeronave alcanza el límite del área de control de un centro, se "transfiere" o "se entrega" al siguiente Centro de control de área. En algunos casos, este proceso de "entrega" implica una transferencia de identificación y detalles entre los controladores para que los servicios de control de tráfico aéreo puedan proporcionarse de manera transparente; en otros casos, los acuerdos locales pueden permitir "traspasos silenciosos" de modo que el centro receptor no requiera ninguna coordinación si el tráfico se presenta de la manera acordada. Después de la transferencia, el avión recibe un cambio de frecuencia y comienza a hablar con el siguiente controlador. Este proceso continúa hasta que la aeronave se transfiere a un controlador de terminal ("aproximación").

### Cobertura de radar
Como los centros controlan un área de espacio aéreo grande, normalmente usarán un radar de largo alcance que tenga la capacidad, a mayores altitudes, de ver aeronaves dentro de las 200 millas náuticas (370 km) de la antena del radar. También pueden usar los datos del radar TRACON para controlar cuándo proporciona una mejor "imagen" del tráfico o cuando puede llenar una parte del área no cubierta por el radar de largo alcance.
Un centro puede requerir numerosos sistemas de radar para cubrir el espacio aéreo asignado a ellos, y también puede depender de los informes de posición del piloto de las aeronaves que vuelan debajo del piso de la cobertura del radar. Esto da como resultado una gran cantidad de datos disponibles para el controlador. Para solucionar esto, se han diseñado sistemas de automatización que consolidan los datos del radar para el controlador. Esta consolidación incluye la eliminación de duplicados de los retornos de radar, asegurando que el mejor radar para cada área geográfica es proporcionar los datos y mostrar los datos en un formato efectivo.
Los controladores militares de las fuerzas aéreas de varios países utilizan comúnmente radares de aproximación de precisión para ayudar al piloto en las fases finales de aterrizaje en lugares donde el sistema de aterrizaje por instrumentos y otros equipos aerotransportados sofisticados no están disponibles para ayudar a los pilotos en zonas marginales o cercanas a cero condiciones de visibilidad. Este procedimiento también se llama talkdowns.
Un sistema de archivo de radar (RAS) mantiene un registro electrónico de toda la información del radar, y lo conserva durante algunas semanas. Esta información puede ser útil para búsqueda y rescate. Cuando una aeronave ha "desaparecido" de las pantallas de radar, un controlador puede revisar los últimos retornos de radar de la aeronave para determinar su posición probable.

## Controlador
El controlador aéreo es la persona encargada profesionalmente de dirigir el tránsito de aeronaves en el espacio aéreo y en los aeropuertos, de modo seguro, ordenado y rápido, autorizando a los pilotos con instrucciones e información necesarias, dentro del espacio aéreo de su jurisdicción, con el objeto de prevenir colisiones, principalmente entre aeronaves y obstáculos en el área de maniobras. Es el responsable más importante del control de tránsito aéreo.
Su labor es complicada debido al denso tránsito de aviones, a los posibles cambios meteorológicos y otros imprevistos. Los controladores de tránsito aéreo se seleccionan entre personas con gran percepción y proyección espacial, recibiendo, a su vez, un intensivo entrenamiento, tanto en simuladores de torre de control, control de aproximación, control de área y radar, como también como pilotos, en simuladores de vuelo, para profundizar sus conocimientos de vuelo por instrumentos, en los cursos básico e intermedio, de control de tránsito aéreo.
Para mantener la seguridad en cuanto a separación entre aeronaves, los ATC aplican normas dispuestas y recomendaciones entregadas por la Organización de Aviación Civil Internacional (OACI), Federal Aviation Administration (FAA) y demás autoridades aeronáuticas de cada país. El controlador de turno es responsable de las aeronaves que vuelan en un área tridimensional del espacio aéreo conocida como área de control, área de control terminal, aerovía, etc. Cada controlador ha de coordinarse con los controladores de sectores adyacentes para planificar las condiciones en que una aeronave ingresará en su área de responsabilidad, entregando dicho vuelo sin ningún tipo de conflicto respecto de otro tránsito, condición meteorológica, posición geográfica o de altitud (nivel de vuelo), siendo esto válido tanto para vuelos nacionales como internacionales.
Los controladores trabajan en los centros de control de área (ACC), en la torre de control (TWR) o la oficina de control de aproximación (APP), donde disponen de varios sistemas electrónicos y de computación que les ayudan en el control y gestión del tráfico, como el radar (RDR), (Radio Detection and Ranging), que es un instrumento emisor/receptor de ondas de altísima frecuencia, el cual detecta los objetos que vuelan dentro de su espacio aéreo y, a través de programas informáticos, los presenta en las pantallas radar, que les facilitan la gestión y progreso de los vuelos en sus posiciones de control. Existen otros programas de asistencia, como los que ajustan las pistas disponibles, tanto para despegue como aterrizaje de aviones y el orden en que los vuelos han de despegar y aterrizar para optimizar el número de vuelos controlables. 
Normalmente, el grupo de la torre de control se forma de una gran cantidad de individuos, especializados en una tarea concreta; por ejemplo, el encargado del radar, el controlador de pistas de aterrizaje y despegue (Local Control), el controlador encargado de entregar autorizaciones a las aeronaves que salen bajo reglas de vuelo por instrumentos (Clearance Delivery), el controlador encargado de autorizaciones en calles de rodaje (TWY) y plataforma, (Ground Control) o el supervisor general.

## Tipos de controladores de tráfico aéreo
Controlador de autorizaciones (DELIVERY/CLEARANCE). Es el encargado de dar todas las autorizaciones de plan de vuelo a las aeronaves salientes. 
Controlador de tierra (GND). Es el encargado de guiar a la aeronave "en tierra" por las calles de rodaje (TWY-Taxiway), tanto desde las puertas de embarque a la pista de aterrizaje activa, como a otras plataformas en el aeropuerto y desde la pista al aparcamiento. 
Controlador de torre (TWR). Tiene al mando la pista o pistas de aterrizaje y las intersecciones; autoriza a la aeronave para aterrizar o despegar, y controla los reglas de vuelo visual (VFR). Opera en el espacio conocido como ATZ con un alcance de 5 millas náuticas, que equivale a 9260 metros; debe proporcionar información sobre meteorología adversa, trabajos que afecten la pista y otros tales como bandadas de aves. 
Controlador de aproximación (APP). Controla el espacio aéreo; CTR le da prioridades a los vuelos IFR o reglas de vuelo por instrumentos, alrededor de las 5 millas hasta el límite propio de su espacio, pudiendo ser de 10, 20 o 40 millas según el caso y FL 195, dependiendo del aeropuerto. Maneja los tráficos que salen y llegan a uno o más aeropuertos. En las salidas, este los transfiere al controlador de centro (ACC) antes de alcanzar el límite de su espacio aéreo tanto en extensión como en altura. En las llegadas, el controlador de APP transfiere a las aeronaves a TWR cuando van a aproximarse para aterrizar. Puede trabajar o bien con un radar, o bien mediante horas estimadas y fichas de progreso de vuelo, a lo que se le conoce como control por procedimientos.
Controlador de ruta o área (ACC). Controla el resto del espacio aéreo. Los límites entre aproximación y ruta se establecen entre los centros de control mediante cartas de acuerdo. En líneas generales, el controlador de ruta o área controla los tráficos establecidos a un nivel de vuelo y el controlador de aproximación los tráficos en evolución, tanto en ascenso para el nivel de vuelo idóneo como en descenso para aterrizar en el aeropuerto de destino.
Controlador de Salidas o Departures (DEP). Controla las aeronaves desde que despegan del aeropuerto hasta una altitud designada, dependiendo del aeródromo. No en todos los aeródromos hay controlador de salidas, solo en aquellos donde hay demasiado tráfico para que el controlador de aproximación (APP)  lo haga.
NOTA: Hay estados donde un solo controlador aéreo realiza más de una función. Por ejemplo, el DEP puede realizar a su vez GND.

## Condiciones meteorológicas de vuelo visual  (VMC) y de vuelo instrumental (IMC)
El tráfico aéreo se mueve siguiendo las reglas de vuelo visual VFR o las reglas de vuelo instrumental IFR, dependiendo de los equipos que posea la aeronave, las habilitaciones de la tripulación y condiciones meteorológicas, entre otras. En general se vuela bajo las operaciones VFR cuando las condiciones del clima son buenas alrededor de la aeronave para ser operada bajo una condición visual hacia tierra y hacia otras aeronaves, y cuando la densidad de tráfico aéreo es lo suficientemente baja como para que el piloto pueda depender más de su radio de visión que de la lectura instrumental. Para ello las condiciones tienen que ser solo VMC; o sea, no se puede volar con VFR en IMC. Al contrario de las VFR, las IFR se ocupan cuando la visibilidad o la nubosidad caen por debajo de las condiciones prescritas para VFR, o cuando la densidad del tráfico aéreo requiere de un control bajo instrumentos, pero estas reglas se pueden aplicar tanto para condiciones VMC como IMC.
Cada aeródromo determina e informa de las condiciones bajo las cuales está operando.

## Tecnologías
CNS/ATM (Communication Navigation Surveillance / Air Traffic Management, comunicación, navegación, vigilancia / gestión del tráfico aéreo) son unos sistemas de comunicación, navegación y vigilancia que emplean tecnologías digitales, incluyendo sistemas de satélites junto con diversos niveles de automatización, aplicados como apoyo de un sistema imperceptible de gestión del tráfico aéreo global. Nació como una solución para ser adoptada en todos los países y líneas aéreas del mundo, que tendrían los mismos sistemas de navegación y comunicación por satélite (comunicación, navegación, vigilancia y gestión del tráfico aéreo). 
El sistema fue concebido por la Organización Internacional de Aeronáutica Civil (OACI), quien en 1983 creó el FANS (Comité de sistemas de aeronavegación para el futuro) que estudió las condiciones de aviónica y administración del tráfico aéreo necesarias para operar en la nueva demanda.
Son muchas las tecnologías que se utilizan en los sistemas de control de tráfico aéreo, por ejemplo los radares primarios y secundarios (destinados a mejorar la percepción de la situación para un controlador en su área asignada).  En cuánto a estos radares, hacen uso de ellos todas las aeronaves enviando éstas ecos primarios de tamaños diversos a las pantallas de los controladores a medida que la energía del radar se emite, y las aeronaves equipadas con transpondedores responden al radar secundario. Algunas situaciones de clima también pueden registrarse en la pantalla del radar.
En las pistas del radar, se produce un procesamiento básico,  como por ejemplo el cálculo de la velocidad de avance y los títulos magnéticos.  Generalmente, un procesamiento de datos de vuelo se encarga de gestionar todos los datos relacionados con el plan de vuelo, adquiriendo la información referente a la pista una vez que queda establecida la correlación entre ellos (plan de vuelo y seguimiento). Toda esta información se envía a los sistemas modernos de visualización operacional, por lo que los controladores pueden acceder a ella.
Ciertas herramientas están a disposición de los controladores en diferentes dominios para ayudarles aún más:
- Sistemas de procesamiento de datos de vuelo: generalmente se dispone de uno por centro y se encarga de procesar la información relacionada con el vuelo (plan de vuelo). Esta información la utiliza para activar otras herramientas relacionadas con el plan de vuelo y se distribuye a todas las partes interesadas (controladores de tráfico aéreo, centros de garantías, aeropuertos, etc).
- Alerta de conflicto a corto plazo (STCA)  que comprueba posibles trayectorias que pudieran ser conflictivas en un horizonte temporal de 2 o 3 minutos. Los algoritmos que utiliza permiten en algunos sistemas que sea posible una solución de vectorización.
- Advertencia mínima de altitud segura (MSAW): es una herramienta cuya función es alertar al controlador si una aeronave vuela demasiado cerca del suelo o si impactará el terreno en función de su altitud y rumbo.[17]

## Problemas

### Espacio físico
En la actualidad, el principal problema resulta ser el espacio en los aeropuertos, puesto que una vez aterrizadas las aeronaves, éstas deben utilizar plataformas de aparcamiento o pasarelas de acceso a aeronaves. Esto genera demoras en aire y en tierra.

### Tráfico
Uno de los principales problemas del control aéreo está relacionado con la gran cantidad de tráfico existente. Los aeropuertos necesitan tener todos los datos necesarios para poder realizar un aterrizaje. En muchas ocasiones, se han tenido que llevar a cabo retrasos en los aterrizajes debido a errores de cálculo, o a un número elevado de peticiones de aterrizaje, así como las condiciones meteorológicas que también afectan al aterrizaje o al despegue.
Estos problemas se relacionan principalmente con el volumen de la demanda de tránsito aéreo en el sistema y el clima. Varios factores determinan la cantidad de tráfico que puede aterrizar en un aeropuerto en un período de tiempo determinado. Cada aeronave de aterrizaje debe aterrizar, disminuir la velocidad y salir de la pista antes de que la siguiente aeronave cruce el extremo de aproximación de la pista. Este proceso requiere al menos uno y hasta cuatro minutos para cada aeronave. Teniendo en cuenta las salidas entre llegadas, cada pista puede manejar aproximadamente 30 llegadas por hora. Un gran aeropuerto con dos pistas de aterrizaje puede manejar alrededor de 60 llegadas por hora cuando hace buen tiempo. Los problemas comienzan cuando las aerolíneas programan más llegadas a un aeropuerto de las que se pueden manejar físicamente, o cuando las demoras en otros lugares provocan que grupos de aeronaves, que de otro modo estarían separados en el tiempo, lleguen simultáneamente. La aeronave se debe demorar en el aire reteniendo(holding)holding ubicaciones específicas hasta que puedan secuenciarse de manera segura a la pista. Hasta la década de 1990, la explotación, que tiene importantes implicaciones ambientales y de costos, era una ocurrencia de rutina en muchos aeropuertos. Los avances en las computadoras ahora permiten la secuencia de los aviones con horas de anticipación. Por lo tanto, los aviones pueden retrasarse incluso antes de que despeguen (al recibir una "ranura"), o pueden reducir la velocidad en vuelo y proceder de forma más lenta, lo que reduce significativamente la cantidad de carga.
Los errores de control del tránsito aéreo ocurren cuando la separación (vertical u horizontal) entre las aeronaves en el aire cae por debajo de la separación mínima prescrita (para los Estados Unidos) por parte de la Administración Federal de Aviación de los EE. UU. los mínimos de separación para las áreas de control terminal (TCA) alrededor de los aeropuertos son más bajos que los estándares en ruta. Los errores generalmente ocurren durante períodos que siguen a momentos de intensa actividad, cuando los controladores tienden a relajarse y pasan por alto la presencia de tráfico y las condiciones que conducen a la pérdida de la separación mínima.

### Tiempo atmosférico
Otro grave problema en el control aéreo es el tiempo atmosférico: la lluvia, la nieve, o el hielo en las pistas pueden dificultar los aterrizajes.
En los centros de control, las tormentas suponen un grave problema, ya que las descargas eléctricas pueden llegar a perjudicar los sistemas, y reducir el rango de alcance de la señal.
Más allá de los problemas de capacidad de la pista, el clima es un factor importante en la capacidad de tráfico. La lluvia, el hielo, la nieve o el granizo en la pista hacen que el aterrizaje de la aeronave tarde más en ralentizarse y salir, lo que reduce la tasa de llegada segura y requiere más espacio entre el aterrizaje de la aeronave. La niebla también requiere una disminución en la tasa de aterrizaje. Estos, a su vez, aumentan la demora en el aire para sostener aeronaves. Si se programan más aeronaves de las que se pueden mantener de manera segura y eficiente en el aire, se puede establecer un programa de demora en tierra, retrasando la aeronave en tierra antes de la salida debido a las condiciones en el aeropuerto de llegada.
En los Centros de control de área, un problema meteorológico importante son las tormentas eléctricas, que presentan una variedad de riesgos para los aviones. Las aeronaves se desviarán alrededor de las tormentas, reduciendo la capacidad del sistema en ruta al requerir más espacio por aeronave o causando congestión ya que muchas aeronaves intentan moverse a través de un solo agujero en una línea de tormentas eléctricas. Ocasionalmente, las condiciones meteorológicas causan retrasos en el avión antes de su partida, ya que las rutas están cerradas por tormentas eléctricas.
Se gastó mucho dinero en la creación de software para agilizar este proceso. Sin embargo, en algunos ACC, los controladores de tránsito aéreo aún registran los datos de cada vuelo en tiras de papel y coordinan personalmente sus rutas. En sitios más nuevos, estas franjas de progreso de vuelo han sido reemplazadas por datos electrónicos presentados en las pantallas de las computadoras. A medida que se incorporan nuevos equipos, cada vez más sitios se están actualizando lejos de las listas de vuelos en papel.

## Cambios propuestos
El Sistema de Transporte Aéreo de la próxima generación examina cómo revisar el sistema nacional del espacio aéreo de los Estados Unidos.
El vuelo libre es un método de control de tráfico aéreo que se encuentra en desarrollo y que no usa un control centralizado (por ejemplo, controladores de tráfico aéreo). Sin embargo, parte del espacio queda reservado para garantizar la separación requerida entre aeronaves, (entre otros), utilizando la comunicación informática.
En la Unión Europea, el programa SESAR (Cielo Único Europeo/Single European SKY ATM Research) pretende desarrollar métodos, tecnologías, procedimientos y sistemas para adaptarse a las futuras necesidades de tráfico aéreo (a partir de 2020). Además de tener como objetivo final unificar los espacios aéreos de los 27 Estados de la UE en un solo, un espacio aéreo único.

### Privatización
Muchos países han privatizado o incorporado a sus proveedores de servicios de navegación aérea. 
El sistema canadiense es el más utilizado como modelo por los defensores de la privatización. Esta privatización tuvo éxito en Canadá con el nacimiento de Nav Canada, la cual ha permitido desarrollar nuevas tecnologías de forma más rápida, su resultado ha sido vuelos más cortos y menos usos de combustible, con una seguridad también añadida gracias a dichos avances. Nav Canada se financia con los honorarios que se obtienen de las líneas aéreas según el peso del avión y la distancia recorrida.

## En España

Logotipo ENAIRE

En 2022, ENAIRE manejaba el control de tráfico en 21 aeropuertos de la red de AENA en España, seis el Ejército del Aire y del Espacio, mientras que operadores privados gestionaban el tráfico en 14.
ENAIRE cumple tanto con el marco normativo nacional como con el comunitario de Cielo Único Europeo (los reglamentos y directivas sobre Cielo Único Europeo son de aplicación para todos los Estados miembros de la Unión Europea, y al entrar en vigor, sus disposiciones son automáticamente de obligado cumplimiento).
En general, el ATC en España se encarga principalmente de:
- Prevenir colisiones y acelerar y mantener ordenadamente el movimiento del tránsito aéreo.
- Proporcionar asesoramiento e información útil para la operación segura y eficaz de los vuelos.
- Notificar y auxiliar a los organismos pertinentes respecto de las aeronaves que necesitan ayuda y salvamento.

Se encarga de otorgar la más alta prioridad a la seguridad en la provisión de los servicios de navegación aérea evaluando y minimizando, con un enfoque proactivo y sistemático, los riesgos para la aviación que puedan derivar en accidentes o incidentes. Además, se ha reducido el nivel de incidentes de seguridad ponderados 1 por cada 100.000 horas de vuelo en un 15% a lo largo del periodo de tres años; se ha mejorado la calidad en la prestación del servicio ATS reduciendo la demora asociada a nuestro servicio.
Por último destacar que se busca que al menos el 90% de los vuelos cumpla su ventana horaria prevista de despegue (ETOT/CTOT) y llegar superar los 0,3 minutos de demora media por vuelo IFR en ruta.